# Бейер, Иоганн Вильгельм
Иоганн Вильгельм Бейер (нем. Johann Wilhelm Beyer; 27 декабря 1725, Гота — 23 марта 1796, Хитцинг, Вена) — немецкий скульптор и художник-модельер по фарфору, живописец и садово-парковый архитектор. Бейер — один из главных создателей парка дворца Шёнбрунн с фонтанами и статуями.

## Биография
Бейер получил начальное образование садового мастера у своего отца Иоганна Николаса Бейера, который был садовником в Штутгарте на службе у Карла Евгения, герцога Вюртембергского. Между 1748 и 1751 годами Бейер ездил в Париж, где изучал архитектуру. Затем он отправился в Рим, занимался живописью, но после участия в раскопках античных статуй и знакомства с И. И. Винкельманом обратился к искусству скульптуры.
По возвращении в Штутгарт в 1759 году Бейер работал придворным художником герцога Вюртемберга до 1767 года и был мастером-модельером фарфоровой мануфактуры в Людвигсбурге. После знакомства с античным искусством в Риме Бейер стал, одним из первых в Германии, поклонником классицизма. Кроме различных фигурок из фарфора в народных костюмах, крестьян, торговцев и музыкантов он создавал аллегорические группы фигур на темы античной истории и мифологии.
В феврале 1767 года Бейер переехал в Вену. Уже в следующем году он стал членом Императорской Академии искусств. В 1769 году он был занят заказами двора, а в 1770 году получил чин придворного живописца, скульптора и архитектора.
В 1771 году он женился на художнице Габриэле Бертран, дочери капитана гвардии дворца Шёнбрунн, учительнице рисования эрцгерцогини Марии Каролины и Марии-Антуанетты и одной из немногих женщин-членов Академии. С 1773 года Бейер совместно с Антоном Грасси создавал статуи и декоративные мраморные вазы для парка Шёнбрунн. Последним значительным проектом Бейера для Шёнбрунна были фигуры фонтана Нептуна 1780 года, завершённые незадолго до смерти Марии Терезии. В 1778 году он купил дом в Хитцинге (район на юго-западе Вены, в котором находится дворец Шёнбрунн).
В 1779 году Бейер опубликовал два тома гравюр со своих живописных и скульптурных произведений, снабжённых объяснениями персонажей и сюжетов со ссылками на мифологические источники. После завершения работ для Шёнбрунна и смерти его покровительницы императрицы Марии Терезии в 1780 году он обратился к проектированию садов. В работах, датируемых 1784 годом, он пытался найти найти «золотую середину» между принципами английского пейзажного и французского регулярного парков.

## Галерея

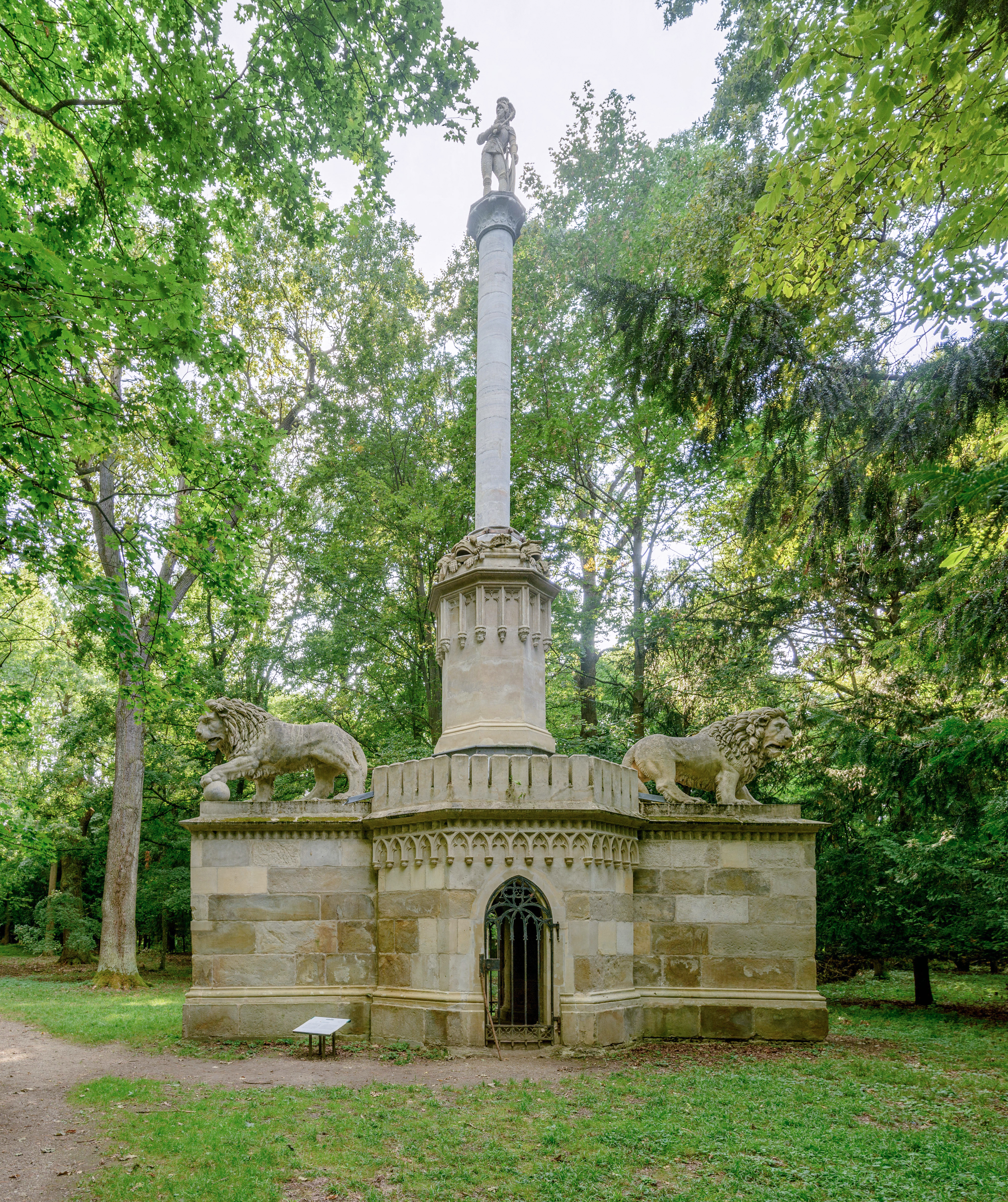
Рыцарская колонна. Дворцовый парк, Лаксенбург
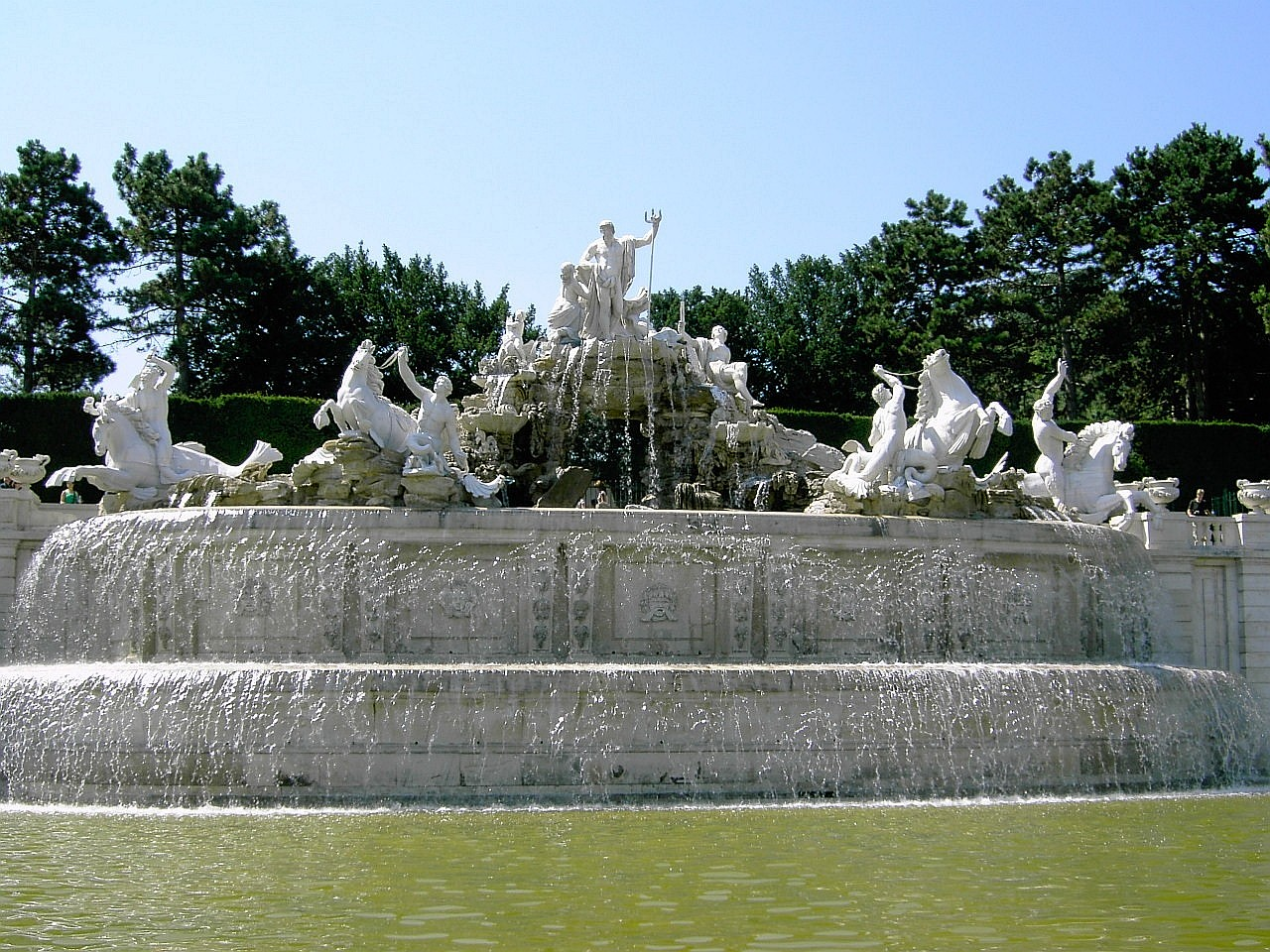
Фонтан Нептуна. Шёнбрунн
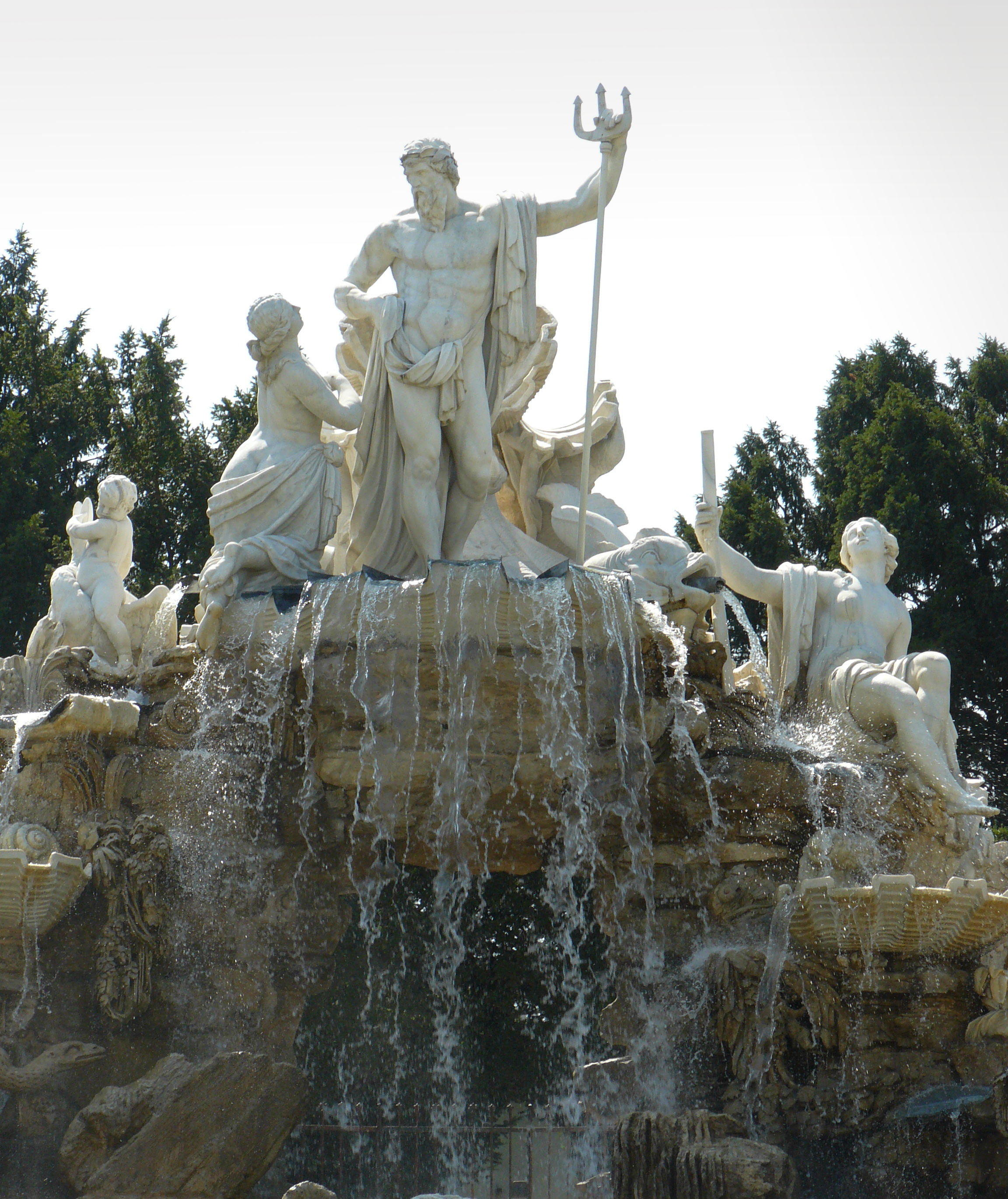
Фонтан Нептуна. Центральная часть
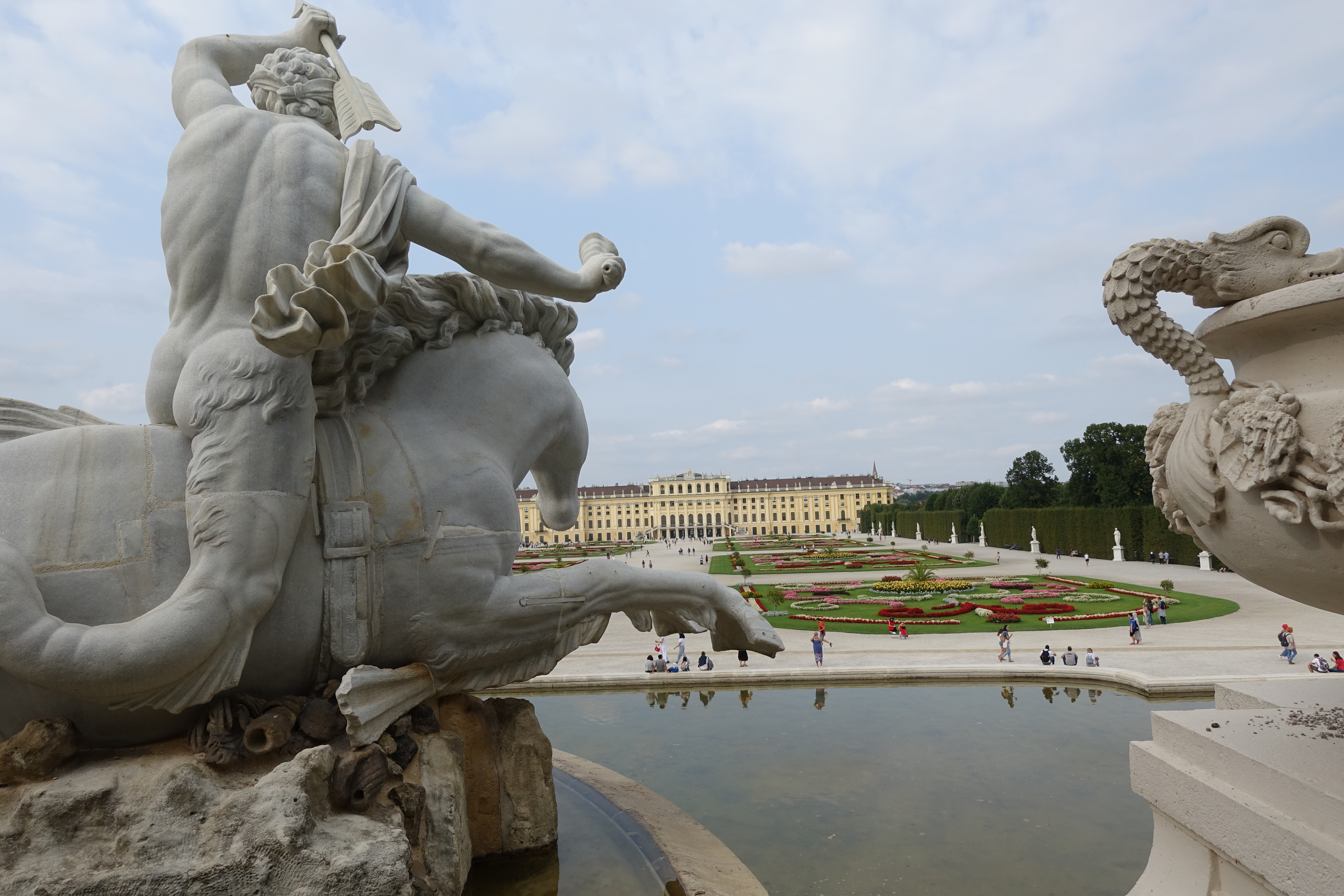
Фонтан Нептуна. Деталь
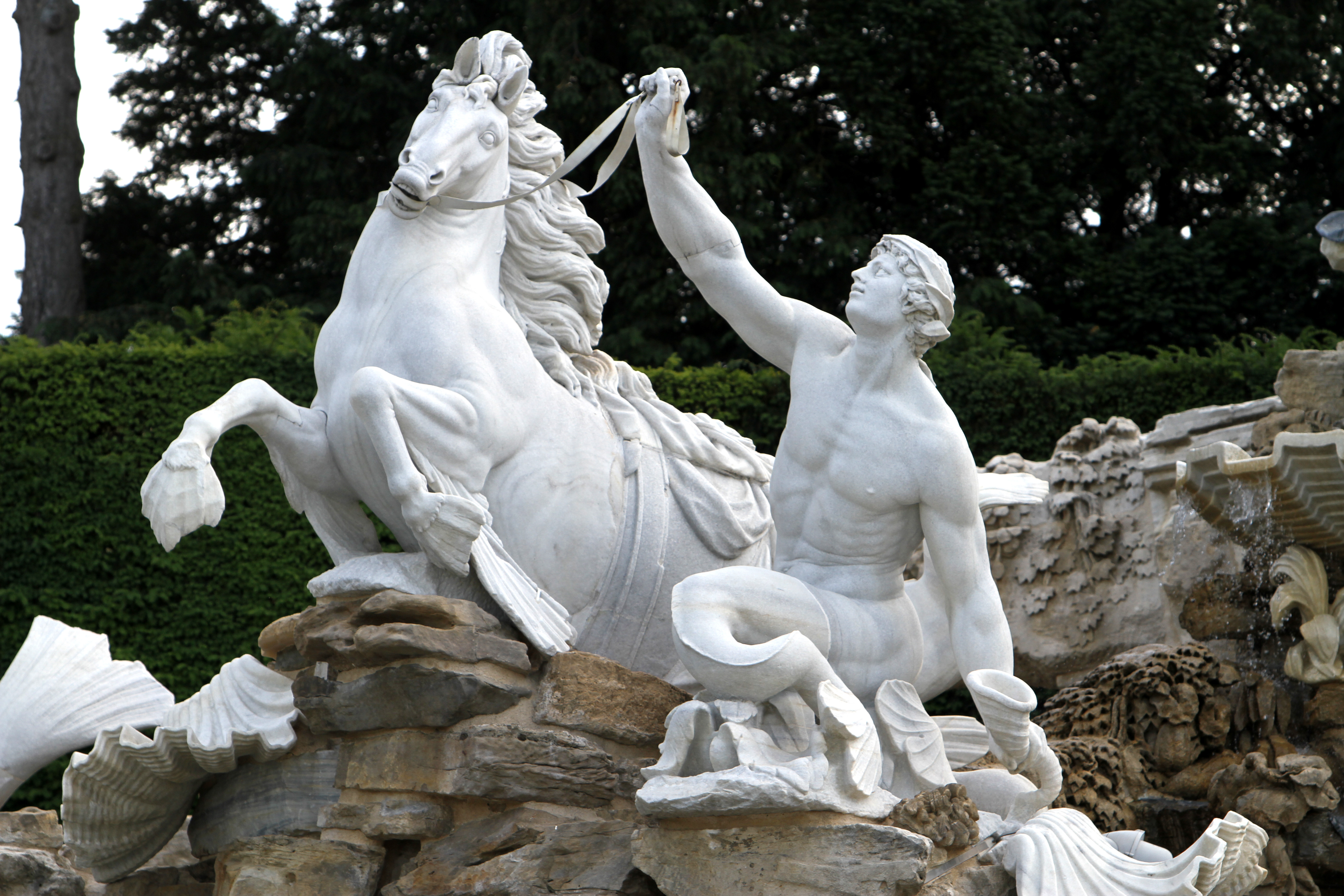
Фонтан Нептуна. Деталь
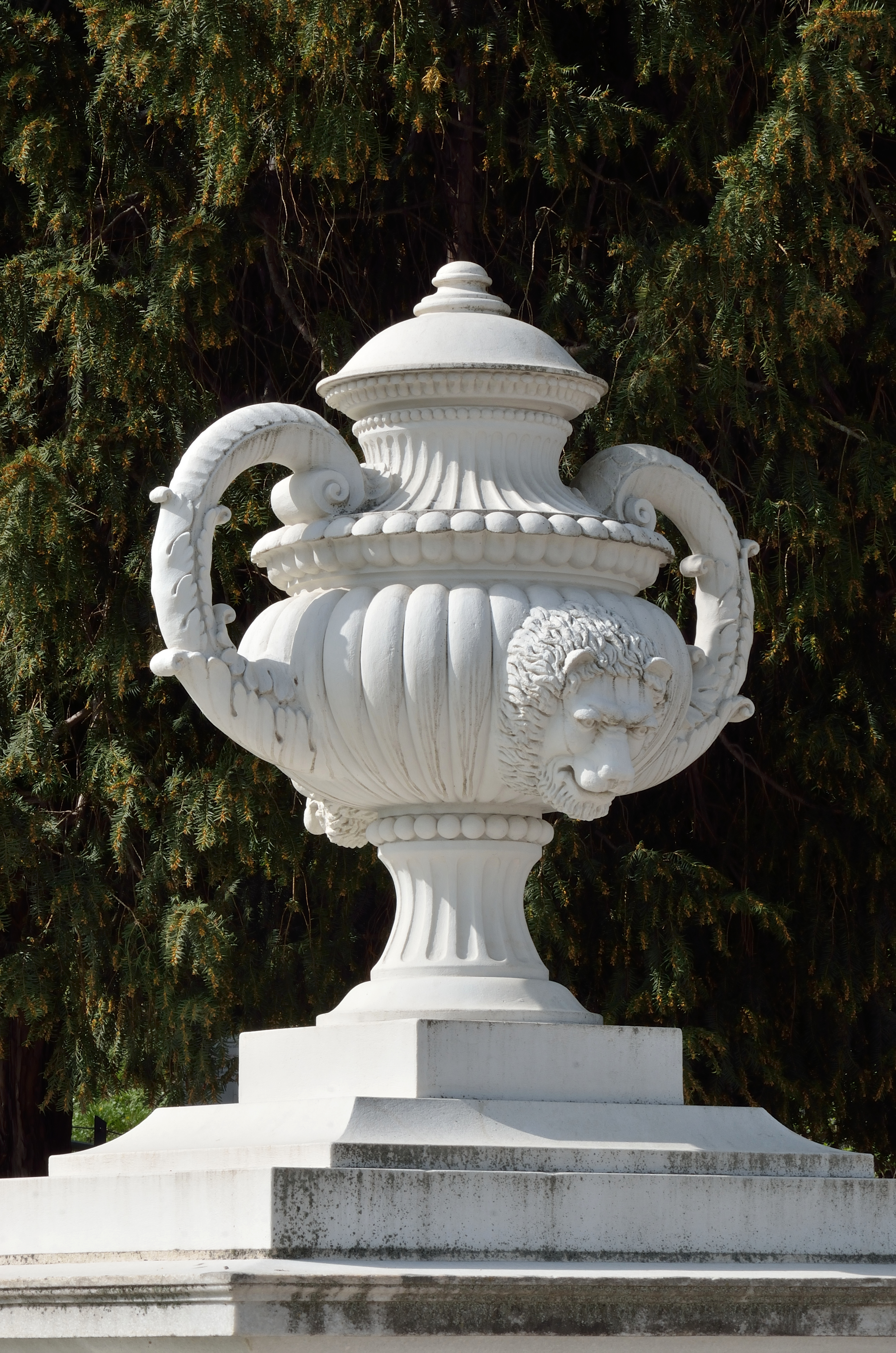
Вазон
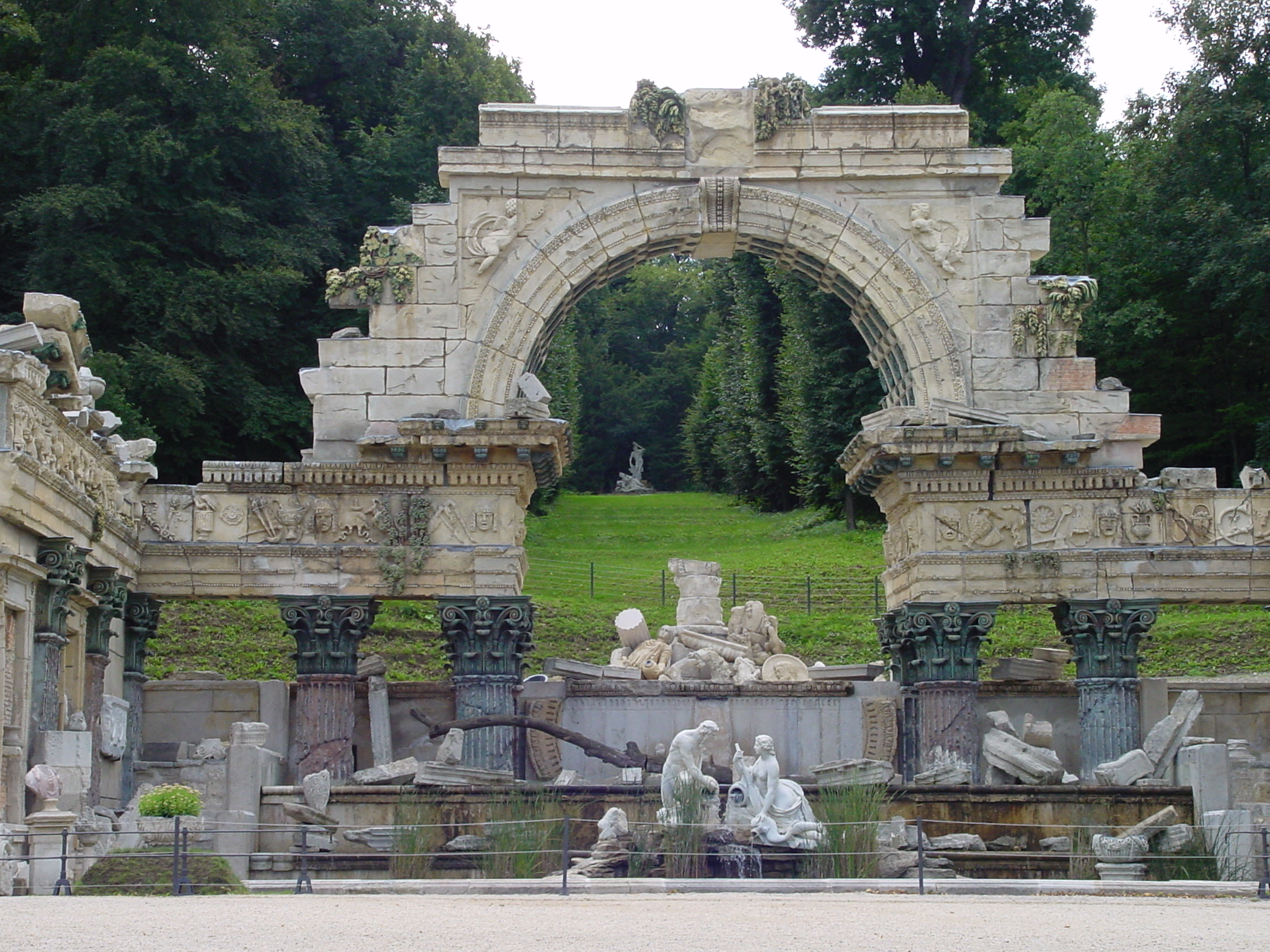
Римская руина. Шёнбрунн
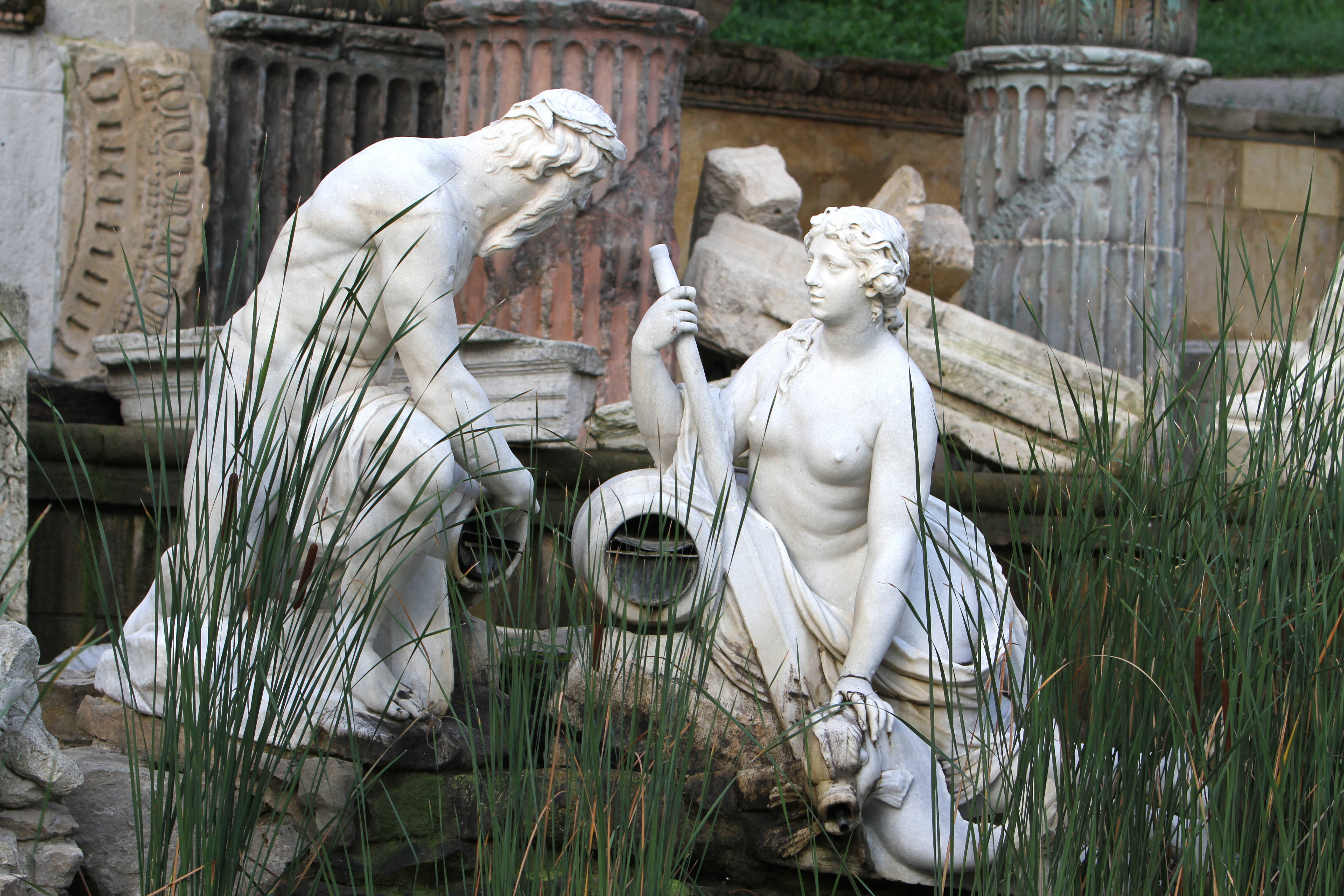
Римская руина. Деталь
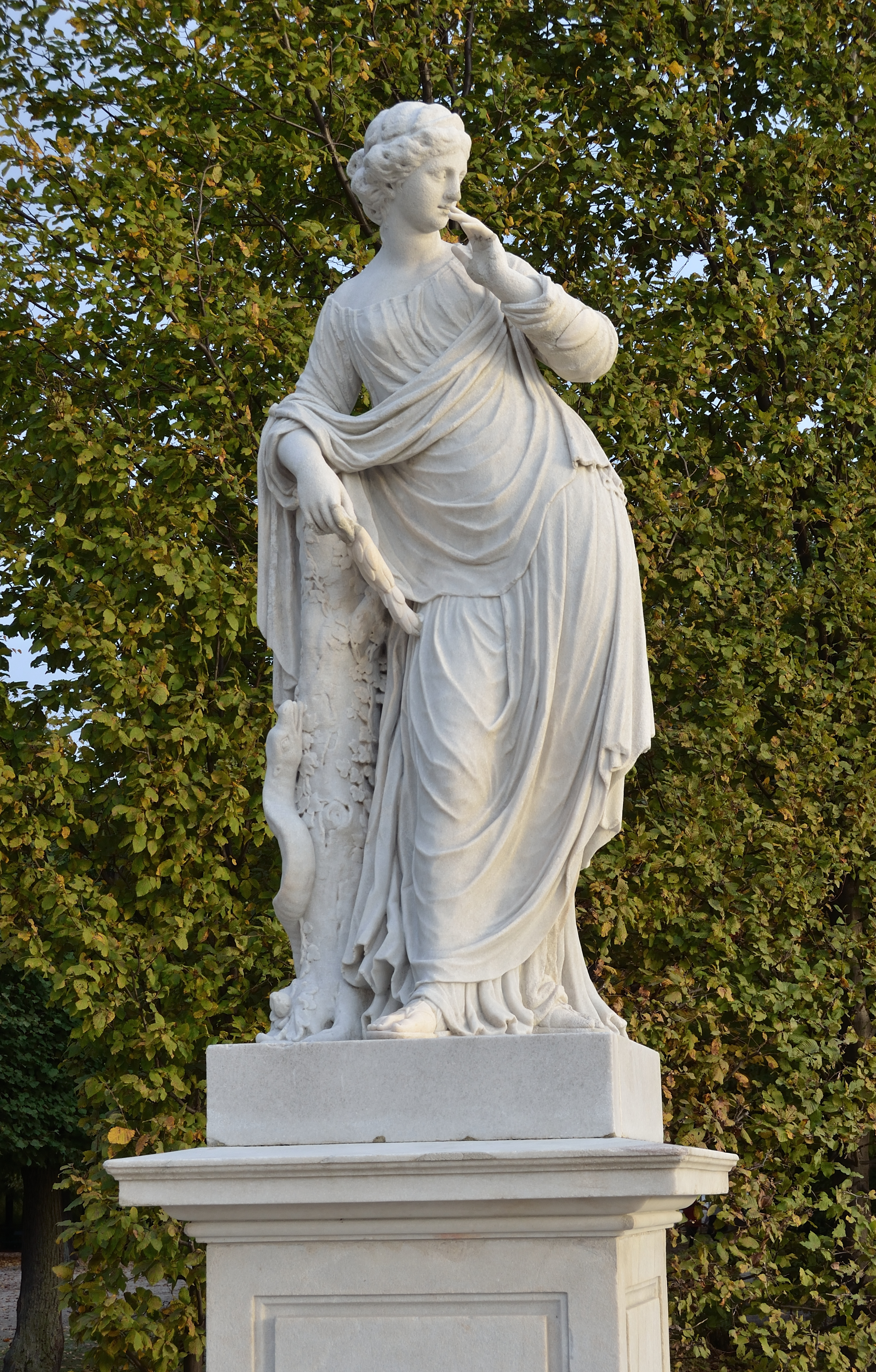
Ангерона
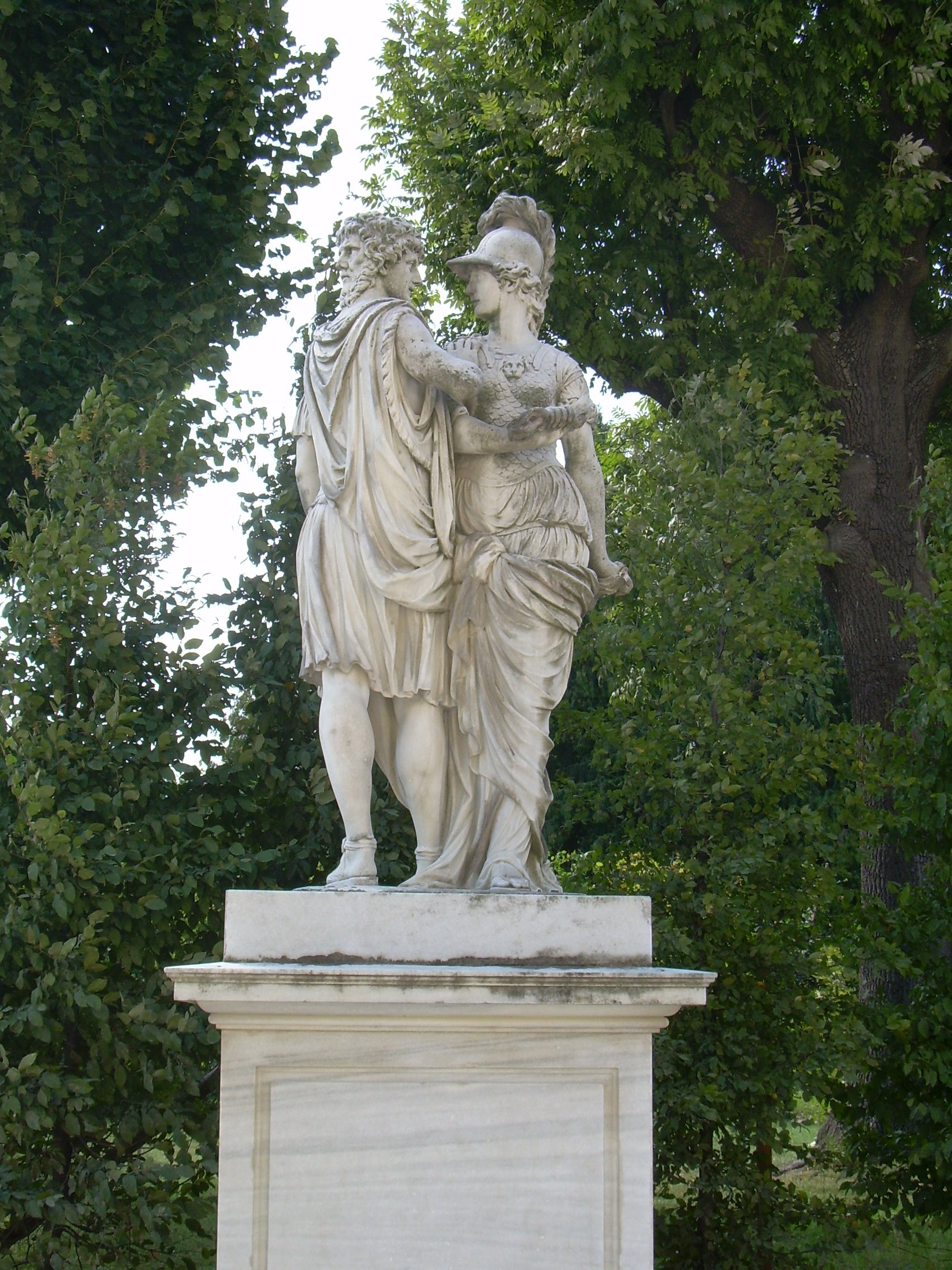
Янус и Беллона
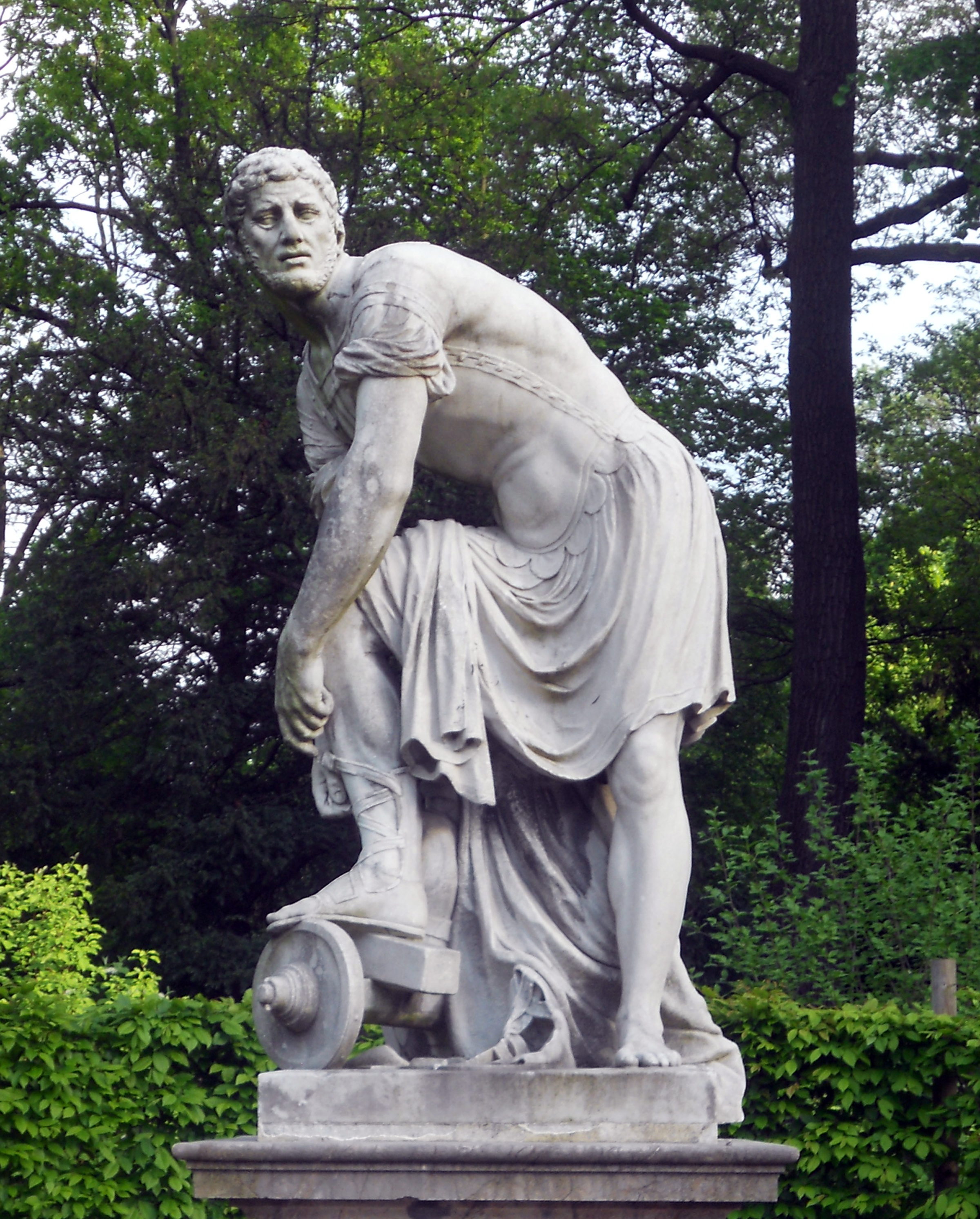
Цинциннат. Шёнбрунн
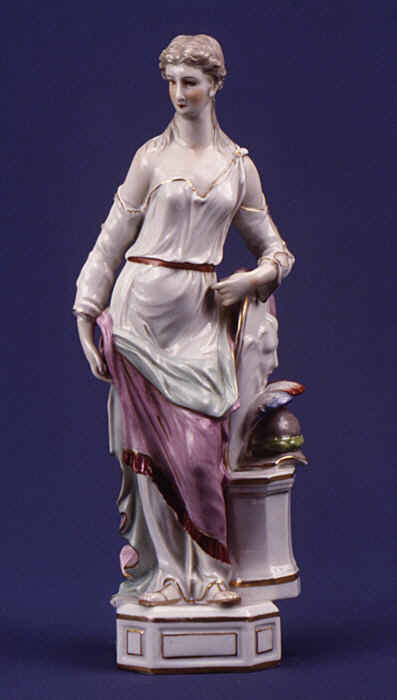
И. В. Бейер. Mинерва
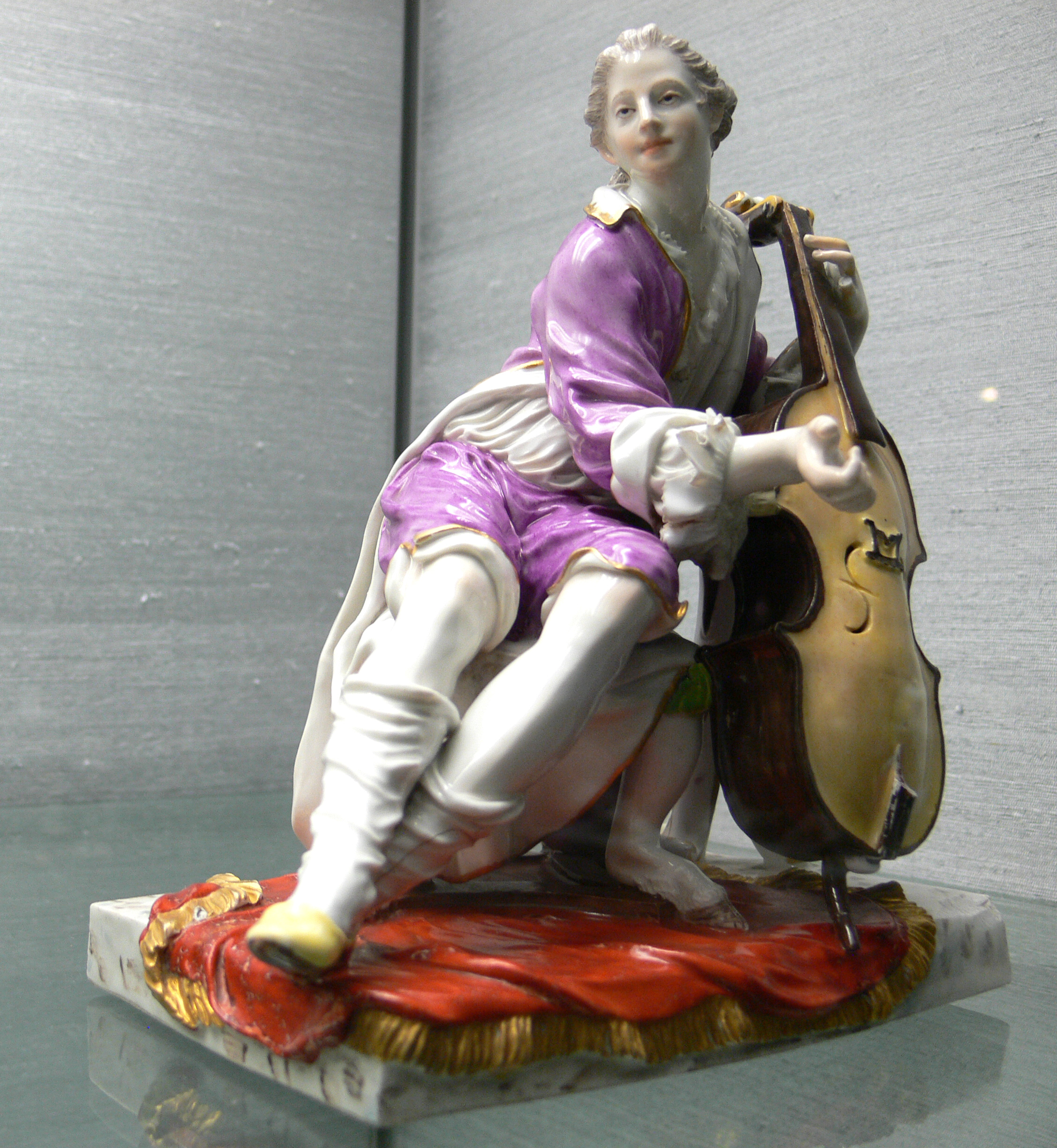
И. В. Бейер. Виолончелистка. Фарфор
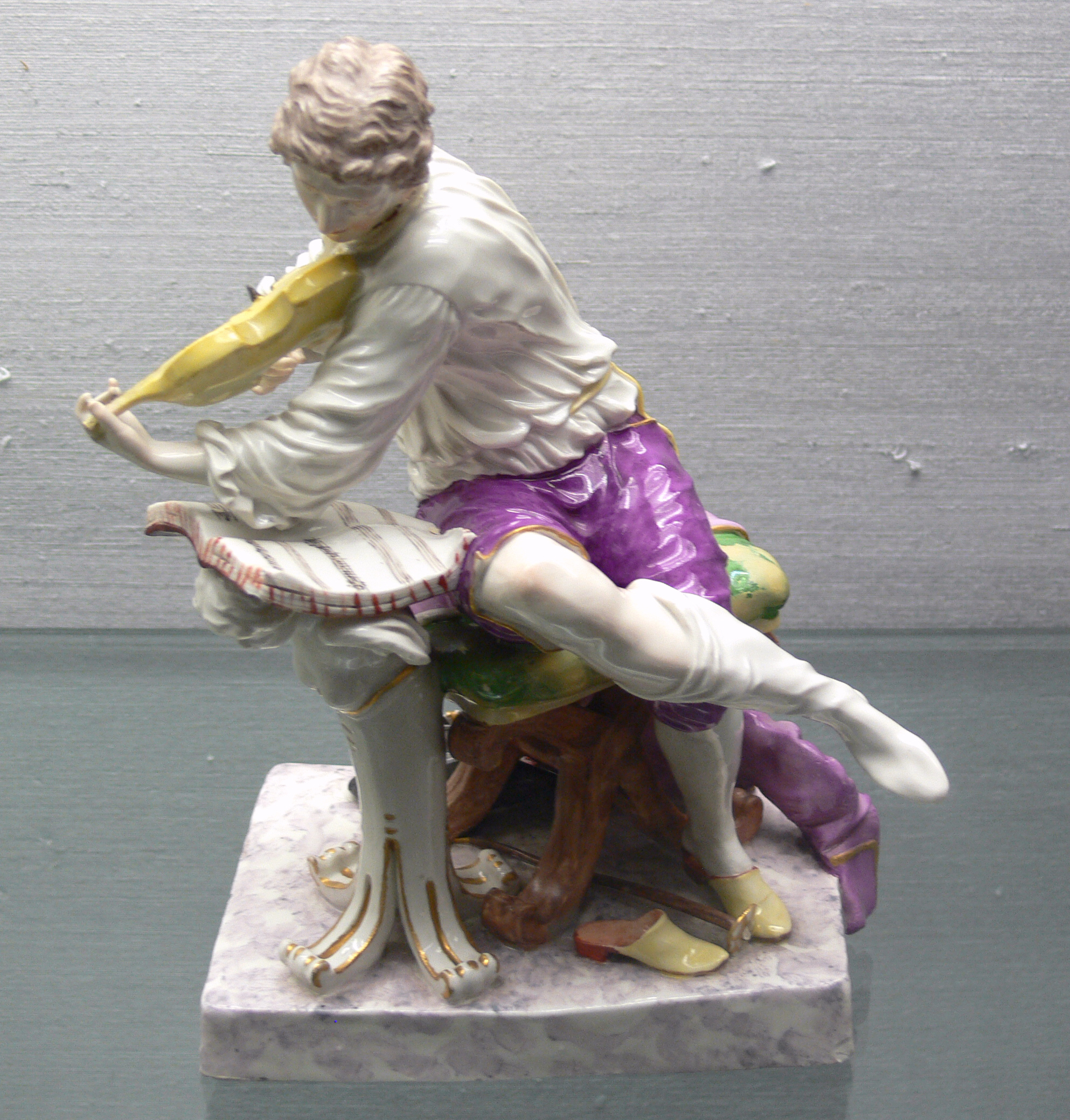
И. В. Бейер. Скрипач. Фарфор
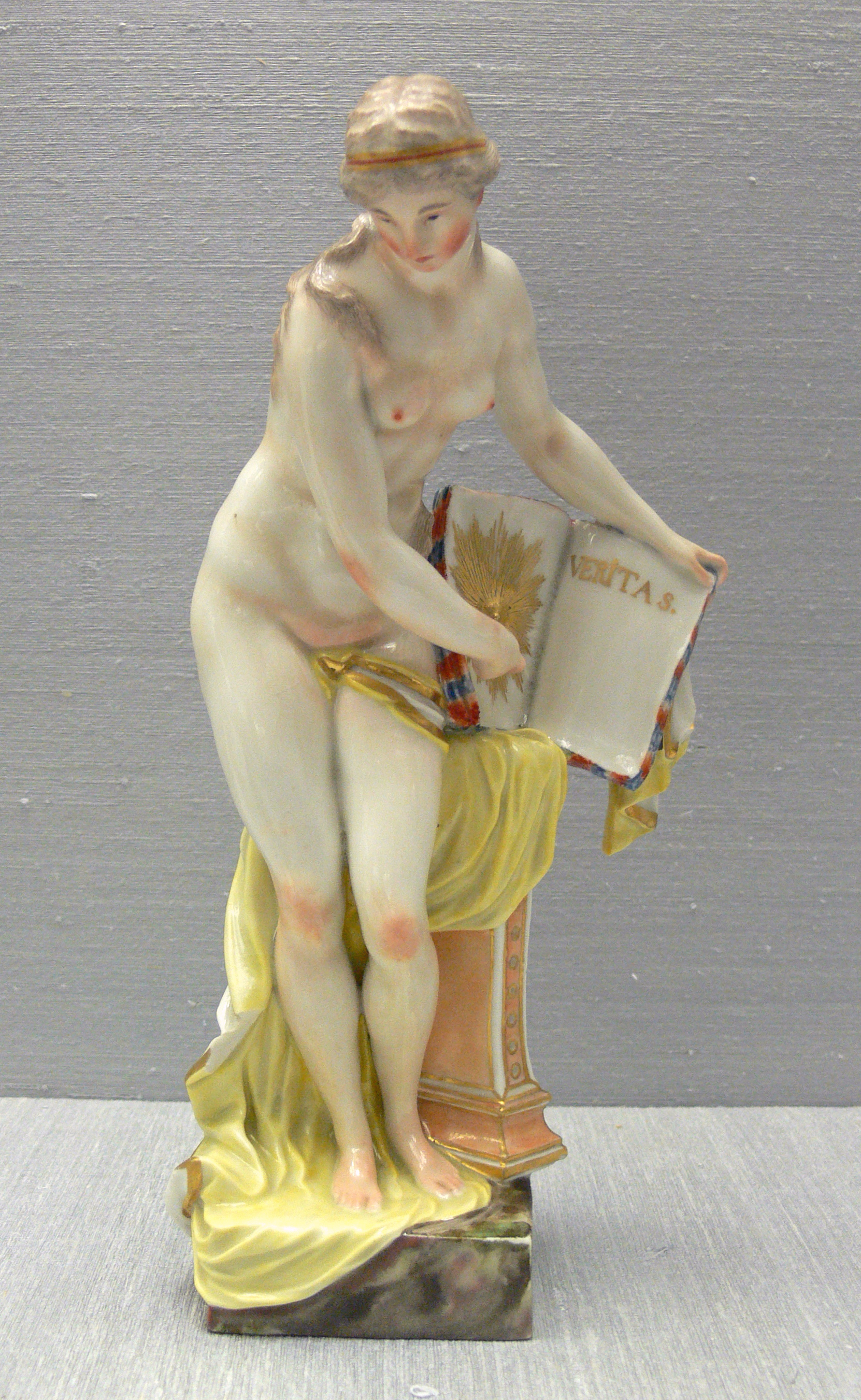
И. В. Бейер. Истина. Фарфор
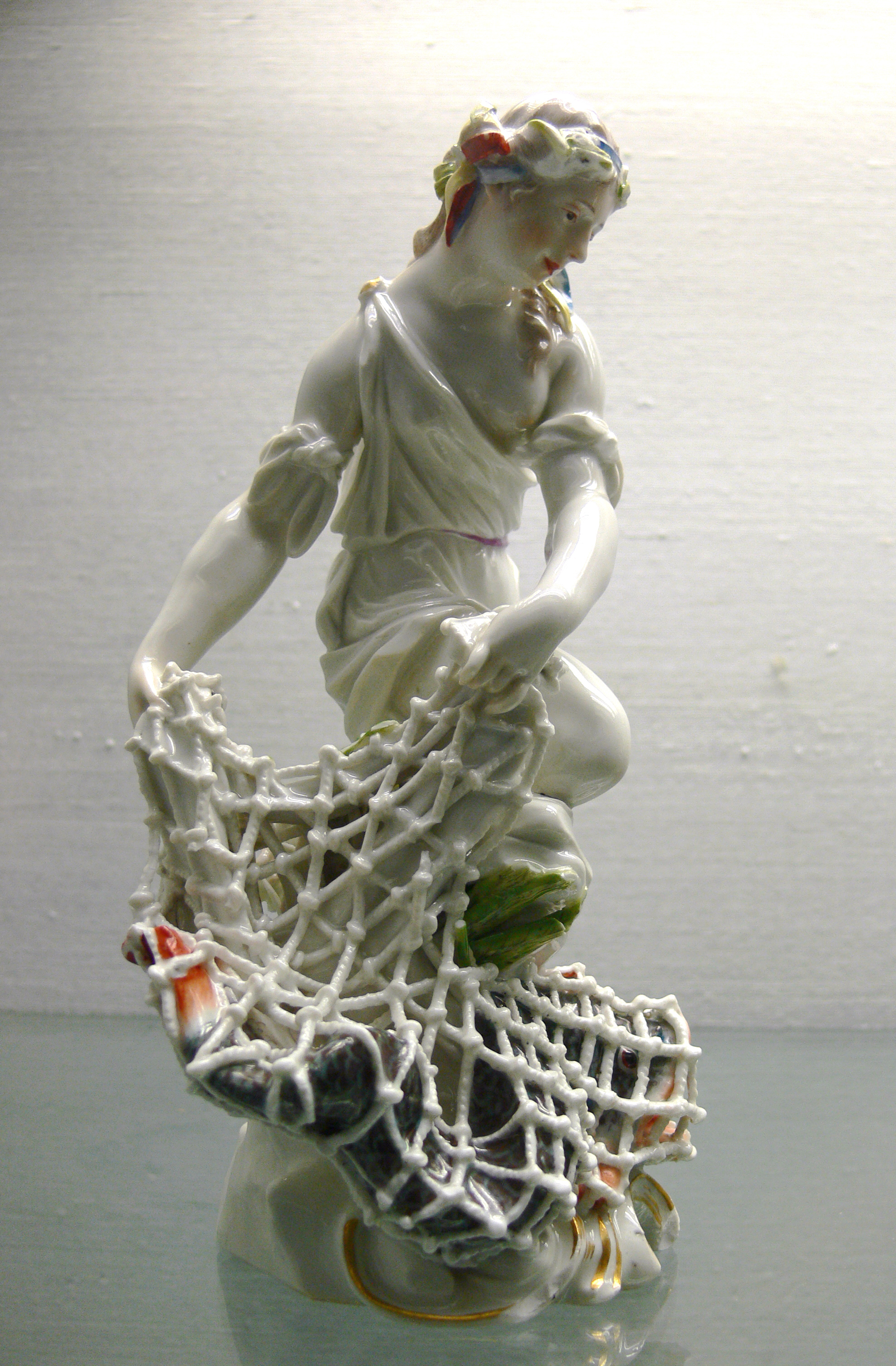
И. В. Бейер. Рыбачка. Фарфор